# Oberon (satelit)
Oberon /'o.be.ron/, denumit și Uranus IV, este cel mai exterior satelit major al planetei Uranus. Este al doilea cel mai mare și al doilea ca masă dintre sateliții uranieni și al nouălea cel mai masiv satelit din Sistemul Solar. Descoperit de William Herschel în 1787, Oberon poartă numele miticului rege al zânelor care apare ca personaj în Visul unei nopți de vară a lui Shakespeare. Orbita sa se află parțial în afara magnetosferei lui Uranus.
Este probabil ca Oberon să se fi format din discul de acreție care l-a înconjurat pe Uranus imediat după formarea planetei. Satelitul este format din cantități aproximativ egale de gheață și rocă și este probabil diferențiată într-un nucleu de rocă și o manta de gheață. Un strat de apă lichidă poate fi prezent la limita dintre manta și nucleu. Suprafața lui Oberon, care este întunecată și ușor roșie, pare să fi fost modelată în primul rând de impacturile de asteroizi și comete. Este acoperit de numeroase cratere de impact care ajung la 210 km în diametru. Oberon posedă un sistem de chasmata(grabene sau escarpe) format în timpul extinderii scoarței ca urmare a expansiunii interiorului său în timpul evoluției sale timpurii.
Sistemul uranian a fost studiat de aproape o singură dată: sonda spațială Voyager 2 a făcut mai multe imagini cu Oberon în ianuarie 1986, permițând cartografierea a 40% din suprafața saelitului.

## Descoperire și numire
Oberon a fost descoperit de William Herschel pe 11 ianuarie 1787; în aceeași zi a descoperit cel mai mare satelit al lui Uranus, Titania. Mai târziu, el a raportat descoperirile a încă patru sateliți, deși au fost ulterior dezvăluiți ca falși. Timp de aproape cincizeci de ani de la descoperirea lor, Titania și Oberon nu au fost observați de niciun alt instrument decât cel al lui William Herschel, deși satelitul poate fi văzut de pe Pământ cu un telescop de amatori de ultimă generație de astăzi.
Toți sateliții lui Uranus sunt numiți după personaje create de William Shakespeare sau Alexander Pope. Numele Oberon a fost derivat din Oberon, regele zânelor din Visul unei nopți de vară. Numele tuturor celor patru sateliți ai lui Uranus cunoscuți atunci au fost sugerate de fiul lui Herschel, John, în 1852, la cererea lui William Lassell, care descoperise ceilalți doi sateliți, Ariel și Umbriel, cu un an înainte. Forma adjectivală a numelui este oberonian, /o.be.ro.ni'an/.
Oberon a fost denumit inițial „al doilea satelit al lui Uranus”, iar în 1848 a primit denumirea de Uranus II de la William Lassell, deși a folosit uneori numerotarea lui William Herschel (unde Titania și Oberon sunt II și IV). În 1851 Lassell a numerotat în cele din urmă toți cei patru sateliți cunoscuți în ordinea distanței lor de la planetă cu cifre romane, iar de atunci Oberon a fost desemnat Uranus IV.

## Orbită
Oberon orbitează în jurul lui Uranus la o distanță de aproximativ 584.000 km, fiind cel mai îndepărtat de planetă dintre cei cinci sateliți majori. Orbita lui Oberon are o excentricitate orbitală și o înclinație față de ecuatorul lui Uranus mică. Perioada sa orbitală este de aproximativ 13,5 zile, care coincide cu perioada sa de rotație. Cu alte cuvinte, Oberon este un satelit sincron, cu o singură față îndreptată mereu spre planetă. Oberon își petrece o parte semnificativă a orbitei în afara magnetosferei uraniene. Drept urmare, suprafața sa este lovită direct de vântul solar. Acest lucru este important, deoarece emisferele posterioare ale sateliților care orbitează în interiorul unei magnetosfere sunt lovite de plasma magnetosferică, care se rotește împreună cu planeta. Acest bombardament poate duce la întunecarea emisferelor posterioare, care este de fapt observată pentru toți sateliții uranieni, cu excepția lui Oberon (vezi mai jos).
Deoarece Uranus orbitează Soarele aproape pe o parte, iar sateliții săi orbitează în planul ecuatorial al planetei, ei (inclusiv Oberon) sunt supuși unui ciclu sezonier extrem. Atât polul nordic, cât și cel sudic petrec 42 de ani într-un întuneric complet și alți 42 de ani în lumina soarelui continuă, cu soarele răsărind aproape de zenit peste unul dintre poli la fiecare solstițiu. Zborul Voyager 2 a coincis cu solstițiul de vară din emisfera sudică din 1986, când aproape toată emisfera nordică era în întuneric. O dată la 42 de ani, când Uranus are un echinocțiu și planul său ecuatorial intersectează Pământul, devin posibile ocultări reciproce ale sateliților lui Uranus. Un astfel de eveniment, care a durat aproximativ șase minute, a fost observat pe 4 mai 2007, când Oberon l-a ocultat pe Umbriel.

## Compoziție și structură internă

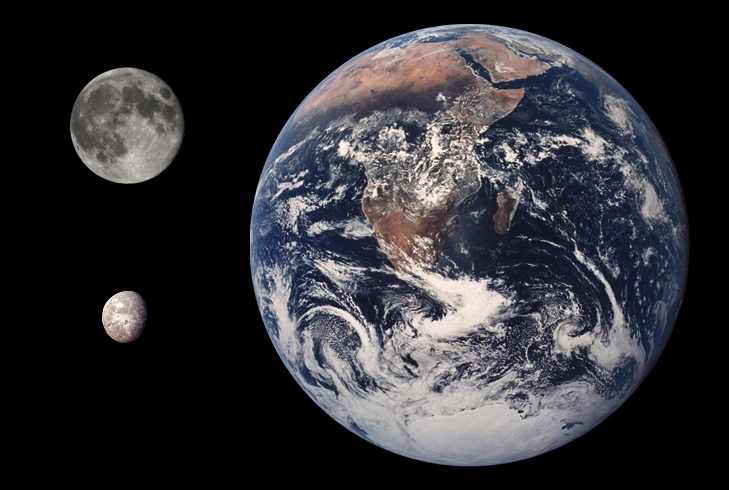
Comparația dimensiunilor: Pământul, Luna și Oberon.

Oberon este al doilea ca mărime și al doilea cel mai masiv dintre sateliții uranieni după Titania și al nouălea cel mai masiv satelit din Sistemul Solar. Cu toate acestea, este al zecea satelit ca mărime, deoarece Rhea, al doilea cel mai mare satelit al lui Saturn și al nouălea cel mai mare satelit, are aproape aceeași dimensiune ca și Oberon, deși este cu aproximativ 0,4% mai mare în ciuda lui Oberon având mai multă masă decât Rhea. Densitatea lui Oberon de 1,63 g/cm 3, care este mai mare decât densitatea tipică a sateliților lui Saturn, indică faptul că constă din proporții aproximativ egale de gheață și o componentă densă non-gheață. Aceasta din urmă ar putea fi alcătuită din rocă și materiale carbonice, inclusiv compuși organici grei. Prezența gheții este susținută de observații spectroscopice, care au relevat gheață cristalină pe suprafața satelitului. Benzile de absorbție a gheții sunt mai puternice în emisfera posterioară a lui Oberon decât în emisfera anterioară. Acesta este opusul a ceea ce se observă pe alți sateliți uranieni, unde emisfera anterioară prezintă semne mai puternice de gheață. Cauza acestei asimetrii nu este cunoscută, dar poate fi legată de grădinăritul de impact (crearea solului prin impacturi) al suprafeței, care este mai puternic în emisfera anterioară. Impacturile cu meteoriți tind să pulverizeze (elimină) gheața de la suprafață, lăsând în urmă material întunecat, fără gheață. Materialul întunecat în sine s-ar putea să se fi format ca urmare a procesării cu radiații a clatraților de metan sau a întunecării prin radiații a altor compuși organici.
Oberon poate fi diferențiat într-un nucleu de rocă înconjurat de o manta de gheață. Dacă acesta este cazul, raza nucleului (480 km) este aproximativ 63% din raza satelitului, iar masa sa este aproximativ 54% din masa satelitului - proporțiile sunt dictate de compoziția satelitului. Presiunea în centrul lui Oberon este de aproximativ 0,5 GPa (5 kbar). Starea actuală a mantalei de gheață este neclară. Dacă gheața conține suficient amoniac sau alt antigel, Oberon poate avea un strat oceanic lichid la limita nucleu-manta. Grosimea acestui ocean, dacă există, este de până la 40 km și temperatura sa este în jur de 180 K (aproape de temperatura eutectică apă-amoniac de 176 K). Cu toate acestea, structura internă a lui Oberon depinde în mare măsură de istoria sa termică, care este puțin cunoscută în prezent.

## Forme de relief și geologie

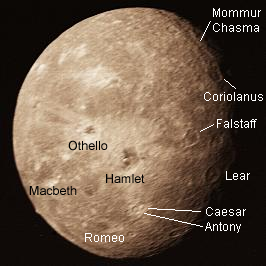
O fotografie a lui Oberon. Toate formele de relief denumite sunt indicate.

Oberon este al doilea cel mai întunecat satelit al lui Uranus după Umbriel. Suprafața sa prezintă un val de opoziție: reflectivitatea scade de la 31% la un unghi de fază de 0° (albedo geometric) la 22% la un unghi de aproximativ 1°. Oberon are un albedo Bond scăzut de aproximativ 14%. Suprafața sa este în general de culoare roșie, cu excepția depozitelor proaspete de impact, care sunt neutre sau ușor albastre. Oberon este, de fapt, cel mai roșu dintre sateliții uranieni majori. Emisferele sale posterioare și anterioare sunt asimetrice: cea din urmă este mult mai roșie decât prima, deoarece conține mai mult material roșu închis. Înroșirea suprafețelor este adesea rezultatul intemperiilor spațiale cauzate de bombardarea suprafeței cu particule încărcate și micrometeoriți peste vârsta Sistemului Solar. Cu toate acestea, asimetria de culoare a lui Oberon este mai probabil cauzată de acumularea unui material roșcat care vine din părțile exterioare ale sistemului uranian, posibil de la sateliții neregulați, care ar avea loc predominant în emisfera anterioară.
Oamenii de știință au recunoscut două clase de forme de relief pe Oberon: cratere și chasmata ("canioane" - depresiuni adânci, alungite, cu laturi abrupte, care ar fi probabil descrise ca văi rift sau escarpe dacă s-ar afla pe Pământ). Suprafața lui Oberon este cea mai puternic craterizată dintre toți sateliții uranieni, cu o densitate a craterelor care se apropie de saturație - atunci când formarea de noi cratere este echilibrată de distrugerea celor vechi. Acest număr mare de cratere indică faptul că Oberon are cea mai veche suprafață dintre sateliții lui Uranus. Diametrele craterelor variază până la 206 kilometri pentru cel mai mare crater cunoscut, Hamlet. Multe cratere mari sunt înconjurate de resturi de impact luminoase (raze) constând din gheață relativ proaspătă. Cele mai mari cratere, Hamlet, Othello și Macbeth, au podele realizate dintr-un material foarte întunecat depus după formarea lor. Un vârf cu o înălțime de aproximativ 11 km au fost observați în unele imagini Voyager în apropierea marginii de sud-est a lui Oberon, care poate fi vârful central al unui bazin mare de impact cu un diametru de aproximativ 375 km. Suprafața lui Oberon este intersectată de un sistem de canioane, care, însă, sunt mai puțin răspândite decât cele găsite pe Titania. Laturile canioanelor sunt probabil scarpuri produse de falii normale care pot fi fie vechi, fie proaspete: acestea din urmă transectează depozitele strălucitoare ale unor cratere mari, indicând faptul că s-au format mai târziu. Cel mai proeminent canion oberonian este Mommur Chasma.
Geologia lui Oberon a fost influențată de două forțe concurente: formarea craterelor de impact și refacerea endogenă. Primul a acționat de-a lungul întregii istorii a satelitului și este în primul rând responsabil pentru aspectul lui actual. Aceste din urmă procese au fost active pentru o perioadă de după formarea satelitului. Procesele endogene au fost în principal de natură tectonă și au dus la formarea canioanelor, care sunt de fapt crăpături uriașe în scoarța de gheață. Canioanele au șters părți ale suprafeței mai vechi. Crăparea scoarței a fost cauzată de extinderea lui Oberon cu aproximativ 0,5%, care s-a produs în două faze corespunzătoare canioanelor vechi și tinere.
Natura petelor întunecate, care apar în principal pe emisfera anterioară și în interiorul craterelor, nu este cunoscută. Unii oameni de știință au emis ipoteza că sunt de origine criovulcanică (analogi ai mărilor lunare), în timp ce alții cred că impacturile au excavat material întunecat îngropat sub gheața pură (scoarță). În acest din urmă caz, Oberon ar trebui să fie cel puțin parțial diferențiat, cu scoarța de gheață situată deasupra interiorului nediferențiat.
| Formă de relief | Denumită după                  | Tip    | Lungime (diametru), km | Coordonate                        |
| --- | ------------------------------ | ------ | ---------------------- | --------------------------------- |
| Mommur Chasma | Mommur din folclorul englezesc | Chasma | 537                    | 16°18′S 323°30′E / 16.3°S 323.5°E |
| Antony | Marc Antoniu                   | Crater | 47                     | 27°30′S 65°24′E / 27.5°S 65.4°E   |
| Caesar | Julius Caesar                  | Crater | 76                     | 26°36′S 61°06′E / 26.6°S 61.1°E   |
| Coriolanus | Coriolanus                     | Crater | 120                    | 11°24′S 345°12′E / 11.4°S 345.2°E |
| Falstaff | Falstaff                       | Crater | 124                    | 22°06′S 19°00′E / 22.1°S 19.0°E   |
| Hamlet | Hamlet                         | Crater | 206                    | 46°06′S 44°24′E / 46.1°S 44.4°E   |
| Lear | Regele Lear                    | Crater | 126                    | 5°24′S 31°30′E / 5.4°S 31.5°E     |
| MacBeth | Macbeth                        | Crater | 203                    | 58°24′S 112°30′E / 58.4°S 112.5°E |
| Othello | Othello                        | Crater | 114                    | 66°00′S 42°54′E / 66.0°S 42.9°E   |
| Romeo | Romeo                          | Crater | 159                    | 28°42′S 89°24′E / 28.7°S 89.4°E   |
| Formele de relief de pe Oberon sunt numite după personaje masculine și locuri asociate cu operele lui Shakespeare. |                                |        |                        |                                   |

## Origine și evoluție
Se crede că Oberon s-a format dintr-un disc de acreție sau subnebuloasă: un disc de gaz și praf care fie a existat în jurul lui Uranus de ceva timp după formarea sa, fie a fost creat de impactul gigant care, cel mai probabil, i-a dat lui Uranus o oblicitate mare. Compoziția precisă a subnebuloasei nu este cunoscută; cu toate acestea, densitatea relativ mare a lui Oberon și a altor sateliți uranieni în comparație cu sateliții lui Saturn indică faptul că este posibil să fi fost relativ săracă în apă. Este posibil să fi fost prezente cantități semnificative de carbon și azot sub formă de monoxid de carbon și N2 în loc de metan și amoniac. Sateliții care s-au format într-o astfel de subnebuloasă ar conține mai puțină gheață de apă (cu CO și N2 prinse sub formă de clatrat) și mai multă rocă, explicând densitatea mai mare.
Acreția lui Oberon a durat probabil câteva mii de ani. Impacturile care au însoțit acreția au provocat încălzirea stratului exterior al satelitului. Temperatura maximă de aproximativ 230 K a fost atinsă la adâncimea de aproximativ 60 km. După sfârșitul formării, stratul subteran s-a răcit, în timp ce interiorul lui Oberon s-a încălzit din cauza dezintegrarii elementelor radioactive prezente în rocile sale. Stratul de răcire aproape de suprafață sa contractat, în timp ce interiorul sa extins. Acest lucru a cauzat tensiuni de extensie puternice în scoarța satelitului, ducând la crăpare. Sistemul actual de canioane poate fi rezultatul acestui proces, care a durat aproximativ 200 milioane de ani, implicând că orice activitate endogenă din această cauză a încetat cu miliarde de ani în urmă.
Încălzirea acrețională inițială împreună cu dezintegrarea continuă a elementelor radioactive au fost probabil suficient de puternice pentru a topi gheața dacă era prezent un antigel, cum ar fi amoniacul (sub formă de hidrat de amoniac) sau niște sare. Topirea ulterioară poate să fi dus la separarea gheții de roci și la formarea unui nucleu de rocă înconjurat de o manta de gheață. Este posibil să se fi format un strat de apă lichidă ("ocean") bogat în amoniac dizolvat la limita nucleu-manta. Temperatura eutectică a acestui amestec este 176 K. Dacă temperatura ar fi scăzut sub această valoare, oceanul ar fi înghețat până acum. Înghețarea apei ar fi dus la extinderea interiorului, ceea ce ar fi putut contribui și la formarea grabenelor asemănătoare canioanelor. Cu toate acestea, cunoștințele actuale despre evoluția lui Oberon sunt foarte limitate.

## Explorare
Până acum, singurele imagini de prim-plan ale lui Oberon au fost de la sonda Voyager 2, care a fotografiat satelitul în timpul zborului său către Uranus, în ianuarie 1986. Deoarece cea mai mare apropiere a Voyager 2 de Oberon a fost de 470.600 km, cele mai bune imagini ale acestui satelit au o rezoluție spațială de aproximativ 6 km. Imaginile acoperă aproximativ 40% din suprafață, dar doar 25% din suprafață a fost fotografiată cu o rezoluție care permite cartografierea geologică. La momentul zborului, emisfera sudică a lui Oberon era îndreptată spre Soare, astfel încât emisfera nordică întunecată nu a putut fi studiată. Nicio altă sondă spațială nu a vizitat vreodată sistemul uranian.